# Frankfurt-Niederrad
Niederrad ist seit dem 1. Juli 1900 ein Stadtteil von Frankfurt am Main.
Die Einwohnerzahl beträgt 31.163.

## Lage
Niederrad liegt südlich des Mains, etwa 2,7 km von der Frankfurter Hauptwache entfernt, und grenzt im Norden an das Gutleutviertel, im Osten und Süden an Sachsenhausen sowie im Westen an Schwanheim. Im Süden ist es von einem Teil des Frankfurter Stadtwaldes umgeben.

## Allgemeines
Der Stadtteil ist hauptsächlich als Wohngebiet ausgewiesen. Er beinhaltet die in den 1920er-Jahren unter Städteplaner Ernst May entstandene Wohnsiedlung Bruchfeldstraße sowie die Adolf-Miersch-Siedlung und die Mainfeld-Siedlung. Die Kaufkraft beträgt 22.067 Euro pro Einwohner (Stand: 2009). 
Niederrad ist Standort des westlichen Teils des Universitätsklinikums Frankfurt.

## Politik
- Niederräder Ortsbeiräte: 3 (im Frankfurter Ortsbeirat Nr. 5)
- Niederräder Stadtverordnete: 3

## Geschichte

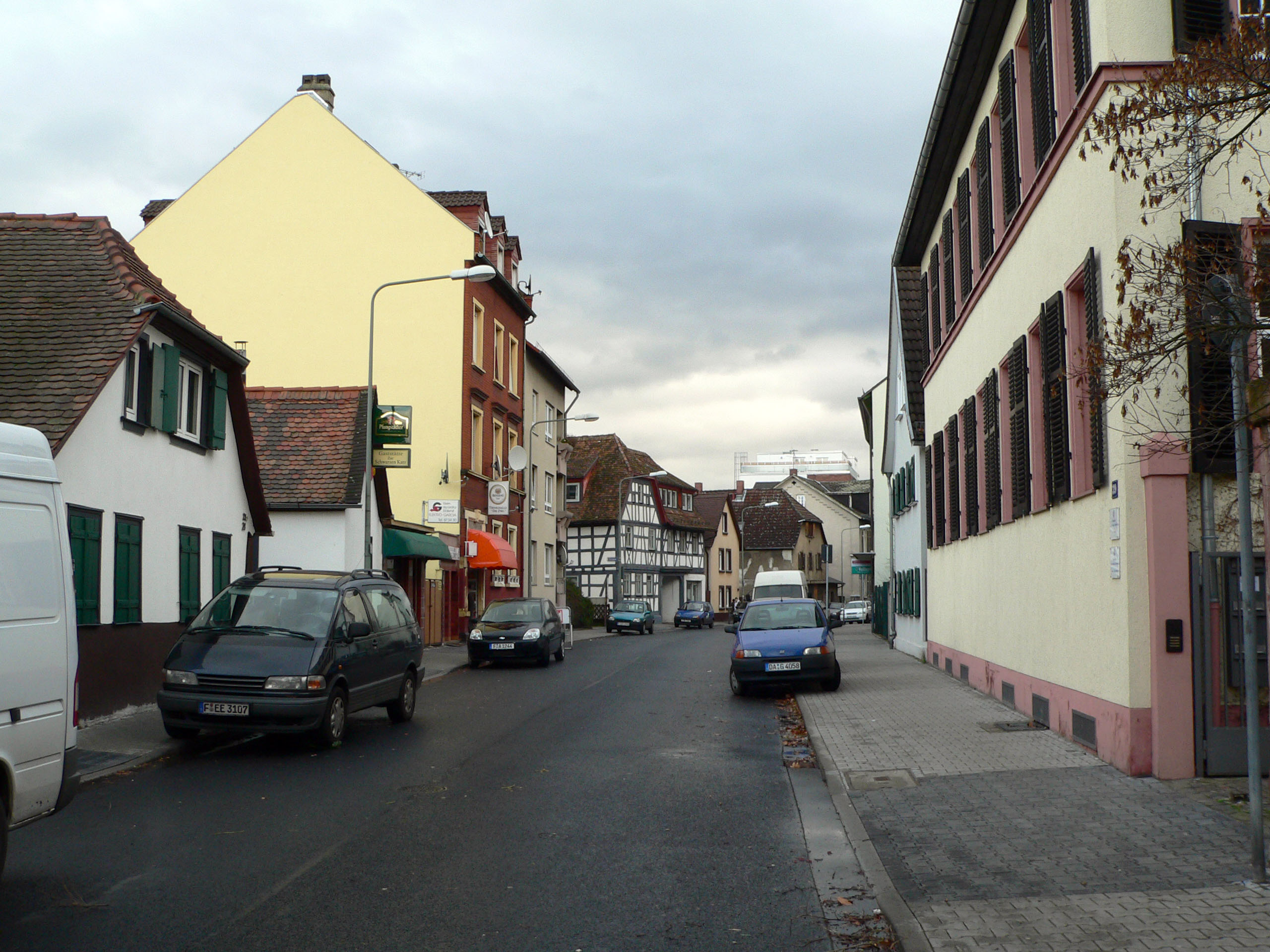
Kelsterbacher Straße mit Restbeständen historischer Bauten

Erstmalige Erwähnung fand der im Jahre 1900 nach Frankfurt eingemeindete Stadtteil im Jahre 1151 als Rode (Rodung) im damaligen Wildbann Dreieich. Zu jener Zeit bestand der Ort bereits aus 15 Häusern. Die Erwähnung des Sandhofes, einer königlichen Wasserburg, erfolgte erstmals 1193 in einer Urkunde, in der bezeugt wurde, dass der Ritter Konrad von Hagen 200 Morgen Land erworben hatte. Den Wald zwischen Frankfurt und Niederrad, der später auch als Teil des Frankfurter Stadtwalds bezeichnet werden sollte, erwarb die Freie Reichsstadt Frankfurt im Jahr 1372. Da direkt an einer Schleife des Main gelegen, bildete sich in Niederrad eine Nebentätigkeit der Landbevölkerung für Waschen und Färben heraus, zumal das Ackerland sehr begrenzt war. Lange Zeit bezeichneten es die Frankfurter als „Wäscherdorf'“, da bald mehr als 100 Betriebe die Wäsche an einem weiches Wasser führenden Bach (Großer Waschbach genannt) reinigten und anschließend bleichten.

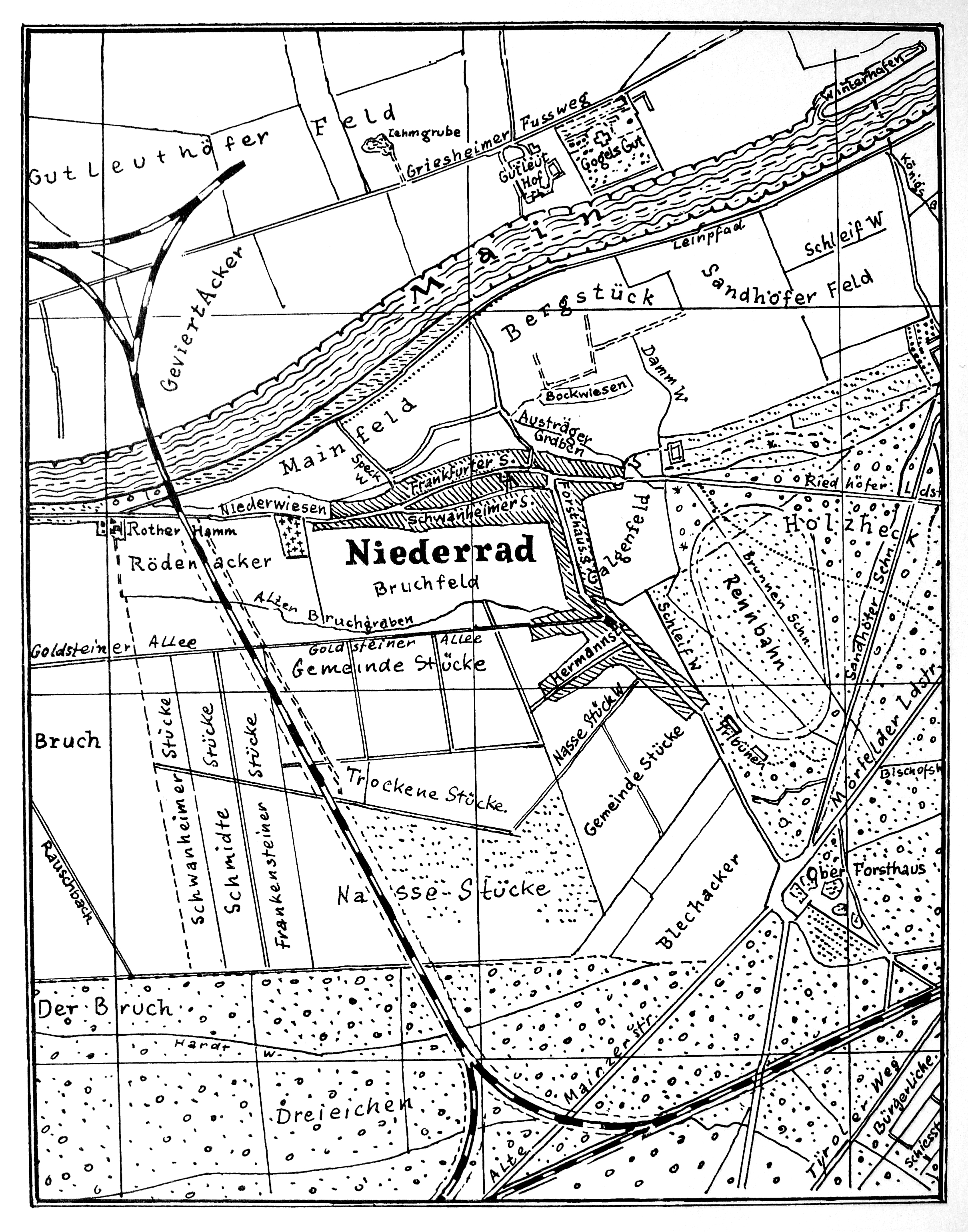
Lageplan von Niederrad, 1879

Im Jahre 1850 hatte Niederrad 2000 Einwohner. 15 Jahre später erfolgte die Eröffnung der Pferderennbahn und wiederum nach 15 Jahren wurde 1880 eine Eisenbahnbrücke nach Frankfurt über den Main erbaut, die Main-Neckar-Brücke. Der Bau eines Nadelwehrs und einer Schleuse (1883) sowie die Inbetriebnahme des Klärwerks Niederrad, der ersten mechanischen Kläranlage des Kontinents (1887) folgten vor der endgültigen Eingemeindung gemeinsam mit Seckbach und Oberrad in die Stadt Frankfurt. Niederrad hatte zu diesem Zeitpunkt am 1. Juli 1900 8.800 Einwohner. 1881 wurde der Friedhof Niederrad eröffnet.
In Niederrad erbaute der Kaufmann Eugen René Lacroix 1925 mit 350 Mitarbeitern sein inzwischen internationales Delikatessenunternehmen und stellte dort die Schildkrötensuppe her, die ihn berühmt gemacht hat. Eine Zeitzeugin erwähnte, dass der ganze Hof voller Schildkröten war und Lacroix jede einzelne beäugte. Seit 1994 existiert das Niederräder Werk nicht mehr; nach dessen Abriss wurden dort Wohnungen errichtet.
Nach dem Zweiten Weltkrieg zählte Niederrad 18.000 Einwohner (1950) und wuchs in den folgenden Jahren kontinuierlich. Elf Jahre später waren es 25.000 Einwohner. 1963 entstand das erste Heizkraftwerk Niederrad. Zur gleichen Zeit begann der Bau der Bürostadt im Grünen, später Bürostadt Niederrad genannt. Sie entstand jedoch auf Schwanheimer Gemarkung; erst seit 2018 gehört der Stadtbezirk zu Niederrad.

## Verkehr

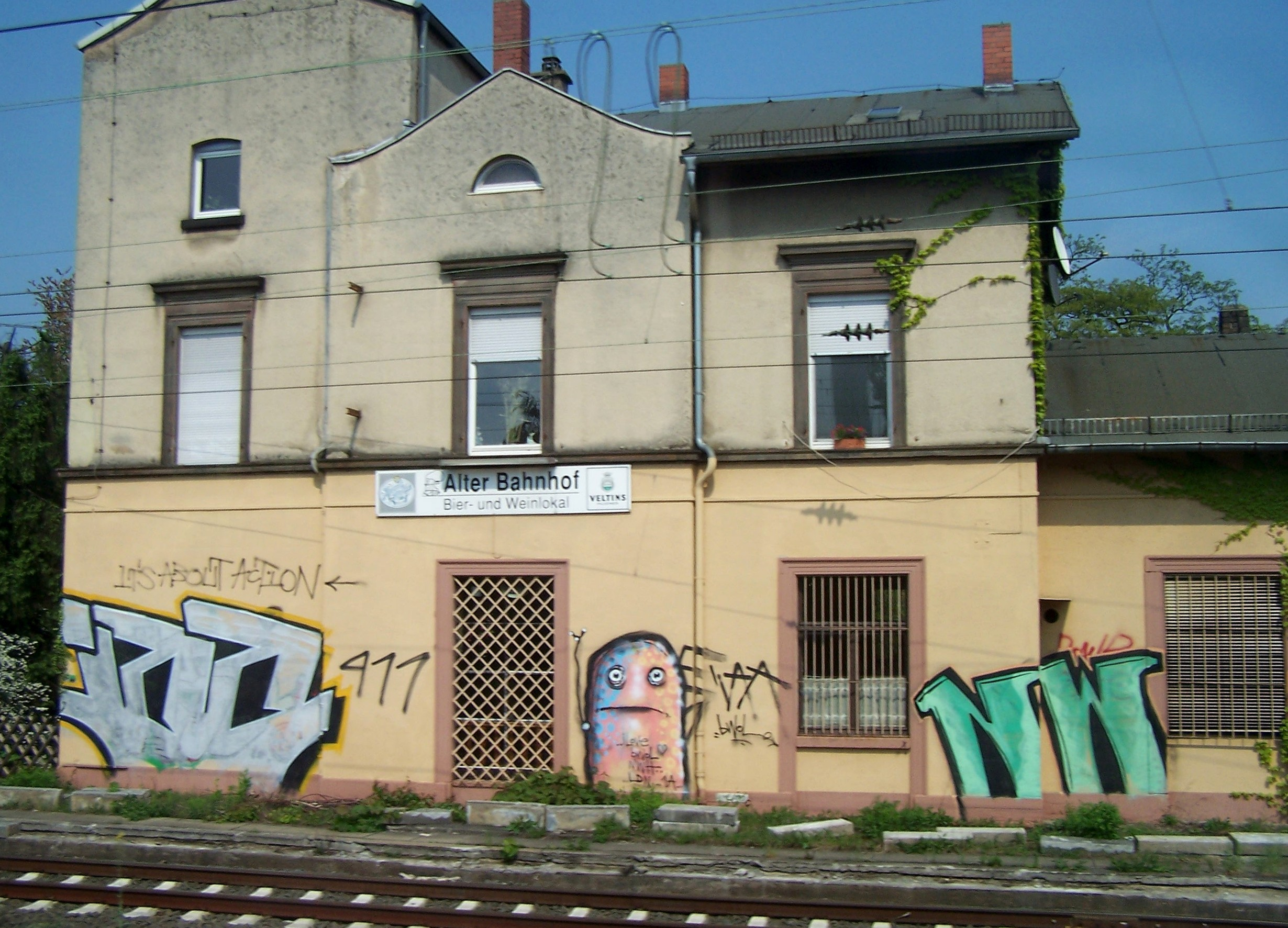
Der 1977 wegen des S-Bahn-Baus stillgelegte Alte Bahnhof

### Öffentlicher Nahverkehr
Niederrad ist an das Netz der S-Bahn Rhein-Main sowie an das städtische Straßenbahn- und Omnibusnetz angebunden.
Der Bahnhof Frankfurt-Niederrad ist ein Haltepunkt der S-Bahn-Linien S7, S8 und S9 sowie der Regionalzüge RE2 (Koblenz Hauptbahnhof) und RE70 (Mannheim Hauptbahnhof). Er wurde 1977 für den S-Bahn-Betrieb als Hochbahnhof errichtet und ersetzte den weiter nördlich gelegenen Bahnhof. Der Bahnhof befindet sich an der Lyoner Straße an der östlichen Grenze zur Bürostadt Niederrad. Die Linie S7 führt von Riedstadt-Goddelau über Niederrad zum Frankfurter Hauptbahnhof. Die Linien S8 und S9 fahren von Wiesbaden Hauptbahnhof entweder über Mainz Hauptbahnhof (S8) oder Mainz-Kastel (S9), Rüsselsheim, Frankfurt-Flughafen, Frankfurt-Stadion, Niederrad, Frankfurt Hauptbahnhof, Frankfurt-Hauptwache und Offenbach Ost nach Hanau Hauptbahnhof. Am Bahnhof Niederrad bestehen direkte Umsteigemöglichkeiten zu den Straßenbahnlinien 12 und 19 sowie zu den Buslinien 78 und 79. Von September 1996 bis Mai 2006 war Frankfurt-Niederrad außerdem planmäßiger Halt für einzelne Fernverkehrszüge der Deutschen Bahn.
Die Straßenbahnlinien 12, 15, 19 (verkehrt nur zu bestimmten Zeiten), 20 (verkehrt nur bei Veranstaltungen im Waldstadion) und 21 haben ihren Ursprung im Netz der Frankfurter Waldbahn. Die Linie 12 verbindet Niederrad mit Schwanheim, Sachsenhausen, Hauptbahnhof, Innenstadt, Nordend, Bornheim, Ostend und Fechenheim. Die Linie 15 hat ihren Endpunkt in Niederrad am Haardtwaldplatz und führt von dort über Sachsenhausen, Südbahnhof und Oberrad bis zur Stadtgrenze Offenbach. Die Linie 19 ist eine reine Schülerlinie mit lediglich zwei Fahrten am Tag zwischen Schwanheim, Niederrad, Sachsenhausen und Südbahnhof. Die Linie 21 führt vom Stadion (zeitweise nur bis/ab Oberforsthaus) über Niederrad, Sachsenhausen, Hauptbahnhof und Gallus nach Nied, als Verstärkerlinie wird die Linie 20 zwischen Stadion und Hauptbahnhof eingesetzt.
| Linie | Verlauf | Takt                                                                                       |
| ----- | --- | ------------------------------------------------------------------------------------------ |
| 12    | Schwanheim Rheinlandstraße – Bürostadt Niederrad – Niederrad Bahnhof – Niederrad – Hauptbahnhof/Münchener Straße – Willy-Brandt-Platz – Konstablerwache – Bornheim Mitte – Eissporthalle/Festplatz – Fechenheim Hugo-Junkers-Straße/Schleife | 10 min 15 min (Schwanh.–Eissporth. so/feiertags) 30 min (Eissporth.–Fechenh. so/feiertags) |
| 15    | Niederrad Haardtwaldplatz – Universitätsklinikum – Südbahnhof (– Lokalbahnhof – Mühlberg – Oberrad – Offenbach Stadtgrenze) (nur HVZ) | 10 min (werktags) 15 min (sonn-/feiertags)                                                 |
| 19    | Schwanheim Rheinlandstraße → Bürostadt Niederrad → Niederrad Bahnhof → Niederrad → Südbahnhof/Schweizer Straße → Louisa Bahnhof | 2 Fahrten (morgens an Schultagen)                                                          |
| 20    | Hauptbahnhof – Schweizer-/Gartenstraße – Universitätsklinikum – Niederrad – Stadion Straßenbahn (nur bei Veranstaltungen im Stadion Deutsche Bank Park)                                                                                      |                                                                                            |
| 21    | Nied Kirche – Griesheim – Gallus – Galluswarte – Hauptbahnhof – Universitätsklinikum – Niederrad – Stadion Straßenbahn | 10 min 7/8 min (wochentags an Schultagen)                                                  |

Die Omnibuslinien 51 (Niederrad, Schwanheim, Höchst, Industriepark Höchst), 61 (Flughafen, Stadion, Niederrad, Sachsenhausen, Südbahnhof), 78 (Schwanheim, Bürostadt, Niederrad, Sachsenhausen, Südbahnhof) und 80 (Stadion Osttribüne, Oberforsthaus, Sachsenhausen, Südbahnhof) und die Ringbuslinie 79 (Niederrad Bahnhof, Bürostadt, Haardtwaldplatz, Niederrad Bahnhof) komplettieren das Angebot des öffentlichen Nahverkehrs in Niederrad. Seit dem Jahr 2019 umkreist der 84er Bus den kompletten Stadtteile inklusive die Mainfeldsiedlung bis auch letztendlich die Niederräder Landstraße.

### Straße
Niederrad liegt in der Nähe des Frankfurter Kreuzes, direkt an der Bundesautobahn 5 und ist – nach Jahrzehnten der Planung – seit dem 8. Juli 2013 auch aus nördlicher Richtung zu erreichen. Von der Bundesautobahn 3 ist Niederrad über die Abfahrt Frankfurt-Süd zu erreichen. Durch Niederrad führt die Bundesstraße 43 von Wiesbaden nach Hanau sowie die Bundesstraße 44 nach Ludwigshafen am Rhein.

### Radwanderwege
Am Mainufer verlaufen mehrere Radwanderwege:
- Der Hessische Radfernweg R3 (Rhein-Main-Kinzig-Radweg) führt unter dem Motto Auf den Spuren des Spätlesereiters. entlang von Rhein, Main und Kinzig über Fulda nach Tann in der Rhön. Auf Teilstück bis Eltville – Hochheim am Main führt der R3 über die Rheingauer Riesling Route.
- Der Main-Radweg führt von den Quellen des Weißen und Roten Mains bis nach Mainz zur Mündung in den Rhein.
- Die D-Route 5 (Saar-Mosel-Main) von Saarbrücken über Trier, Koblenz, Mainz, Frankfurt am Main, Würzburg und Bayreuth bis zur tschechischen Grenze (1.021 km).

## Sehenswertes

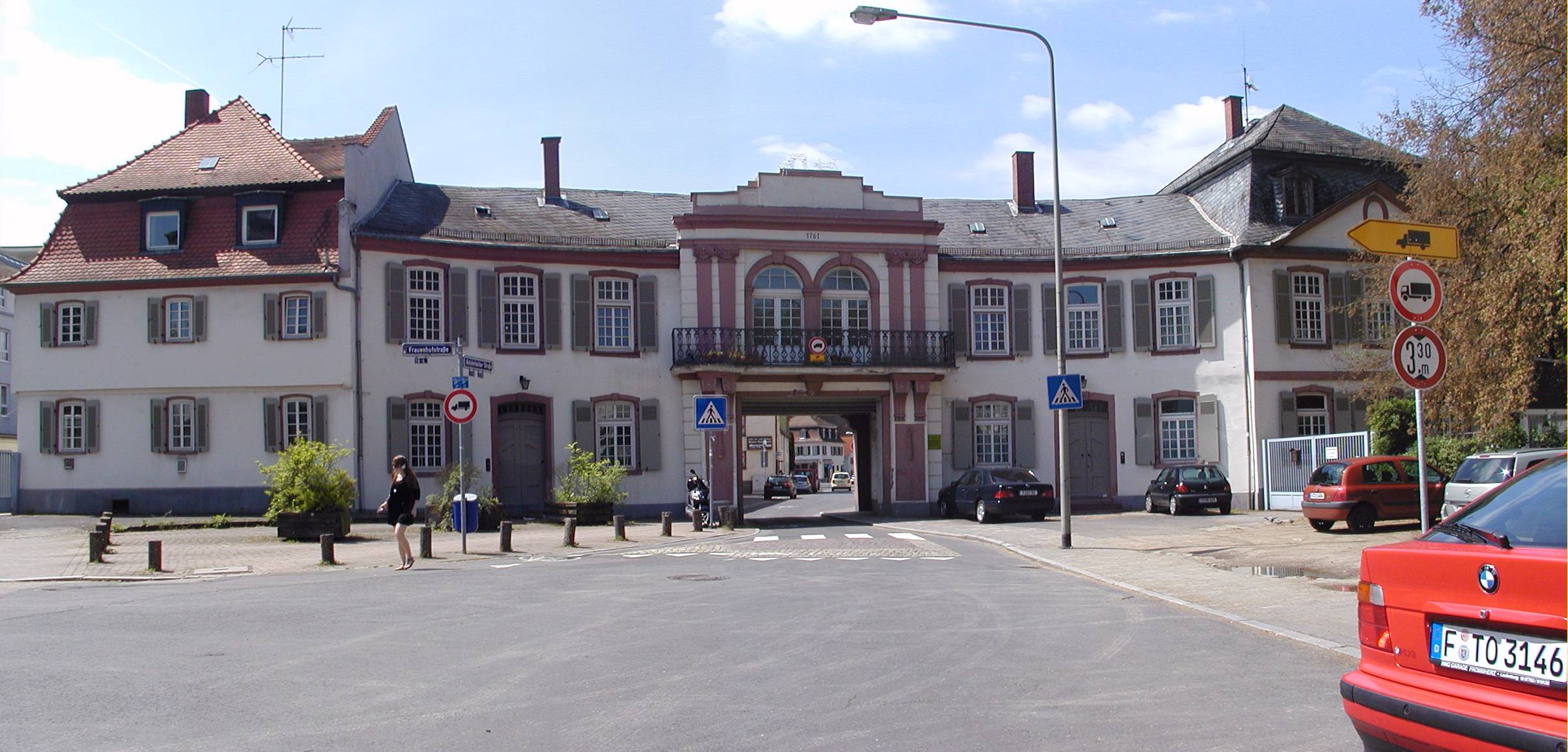
Der Frauenhof mit seinem Torbogen

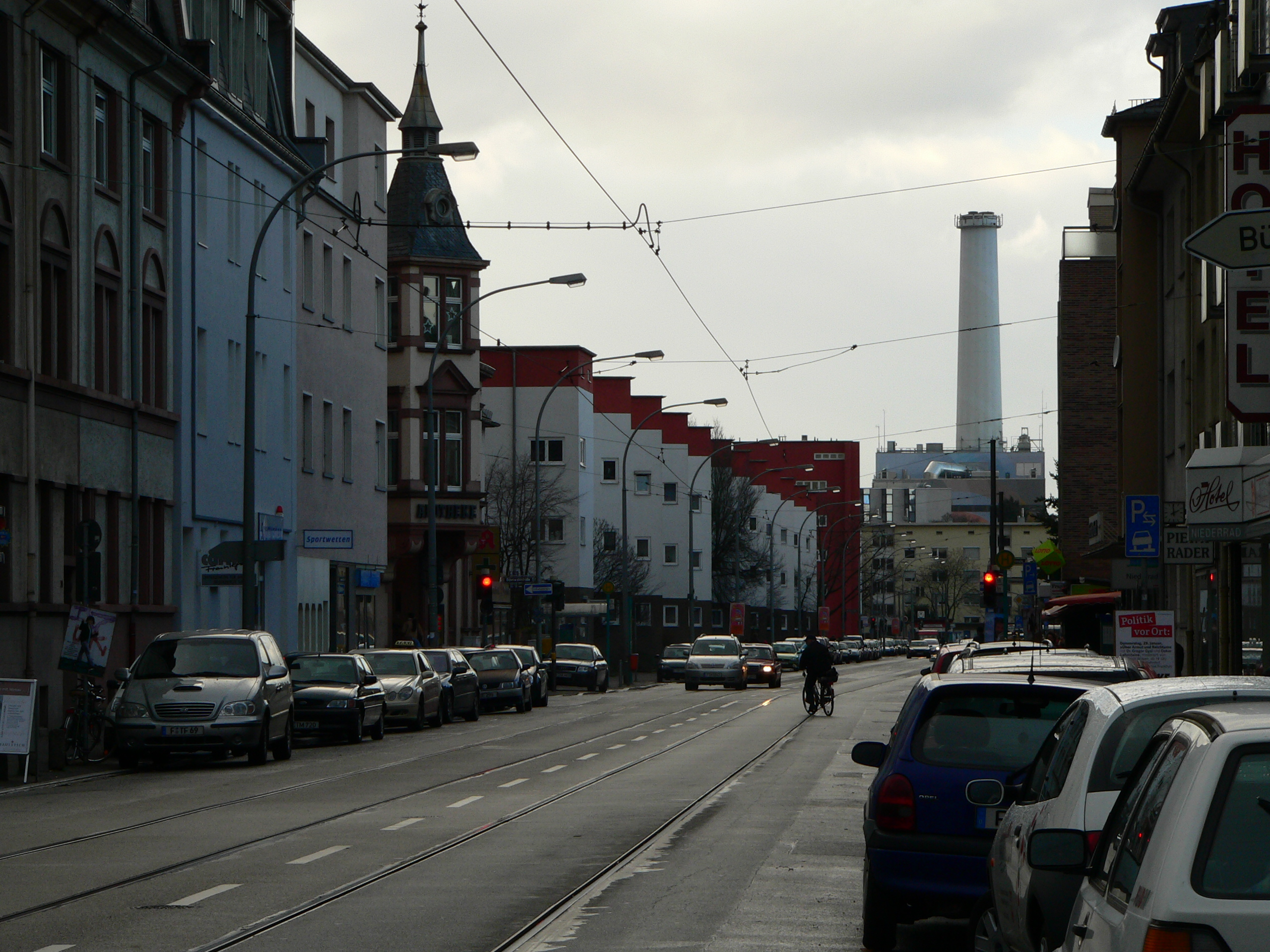
Bruchfeldstraße mit „Zickzackhausen“ und dem Heizkraftwerk

- Als Fabrikgebäude wurde von 1761 bis 1781 der Barockbau des Frauenhofes errichtet. Das Anwesen mit dem Torbogen über die Kelsterbacher Straße lag ursprünglich am Rande des Dorfes. Ab 1841 war sie zeitweilig im Besitz des St. Katharinen- und Weißfrauenstifts. 1937 wurden große Teile des Anwesens abgebrochen, erhalten blieb lediglich der Torbogen mit den beiden Seitenflügeln. Der Torbogen wurde 1944 durch einen Bombentreffer schwer beschädigt und nur provisorisch repariert.
- Die 1927 entstandene Wohnsiedlung Bruchfeldstraße („Zickzackhausen“) ist ein Teil des Großprojektes Neues Frankfurt, das unter dem Frankfurter Stadtplaner und Architekt Ernst May entstand. Ihrer besonderen winkligen Fassadenanordnung verdankt sie den Spitznamen „Zickzackhausen“.
- Auf Niederräder Gemarkung liegen drei städtische Grünanlagen beziehungsweise Parks: der Elli-Lucht-Park sowie das um 1900 eingerichtete Licht- und Luftbad Niederrad, ein ehemaliges Flussschwimmbad, gelegen auf der von der Alten Schleuse Niederrad gebildeten Landzunge am südlichen Mainufer. Seit 2018 liegt der Carl-von-Weinberg-Park mit Waldspielplatz auch in Niederrad. Der Rennbahnpark befindet sich an der Grenze zwischen Niederrad und Sachsenhausen.